# Ossi Väänänen
Ossi Väänänen (* 8. August 1980 in Vantaa) ist ein ehemaliger finnischer Eishockeyspieler. Der Verteidiger absolvierte 479 Spiele in der National Hockey League, den Großteil davon für die Phoenix Coyotes und die Colorado Avalanche. Den Beginn und das Ende seiner Karriere verbrachte er bei seinem Jugendverein Jokerit. Mit der finnischen Nationalmannschaft wurde er 2011 Weltmeister und gewann die Bronzemedaille bei den Olympischen Winterspielen 2014.

## Karriere
Väänänen trat mit fünf Jahren dem finnischen Verein Jokerit bei und spielte bis 1998 für dessen Nachwuchsmannschaften. Beim NHL Entry Draft 1998 wählten ihn die Phoenix Coyotes in der zweiten Runde an 43. Stelle aus, allerdings spielte er noch bis 2000 für Jokerit in der SM-liiga. Am Ende der Saison 1999/2000 wurde er als bester Nachwuchsspieler der Liga ausgezeichnet und gewann mit Jokerit die Silbermedaille der SM-liiga-Meisterschaft.

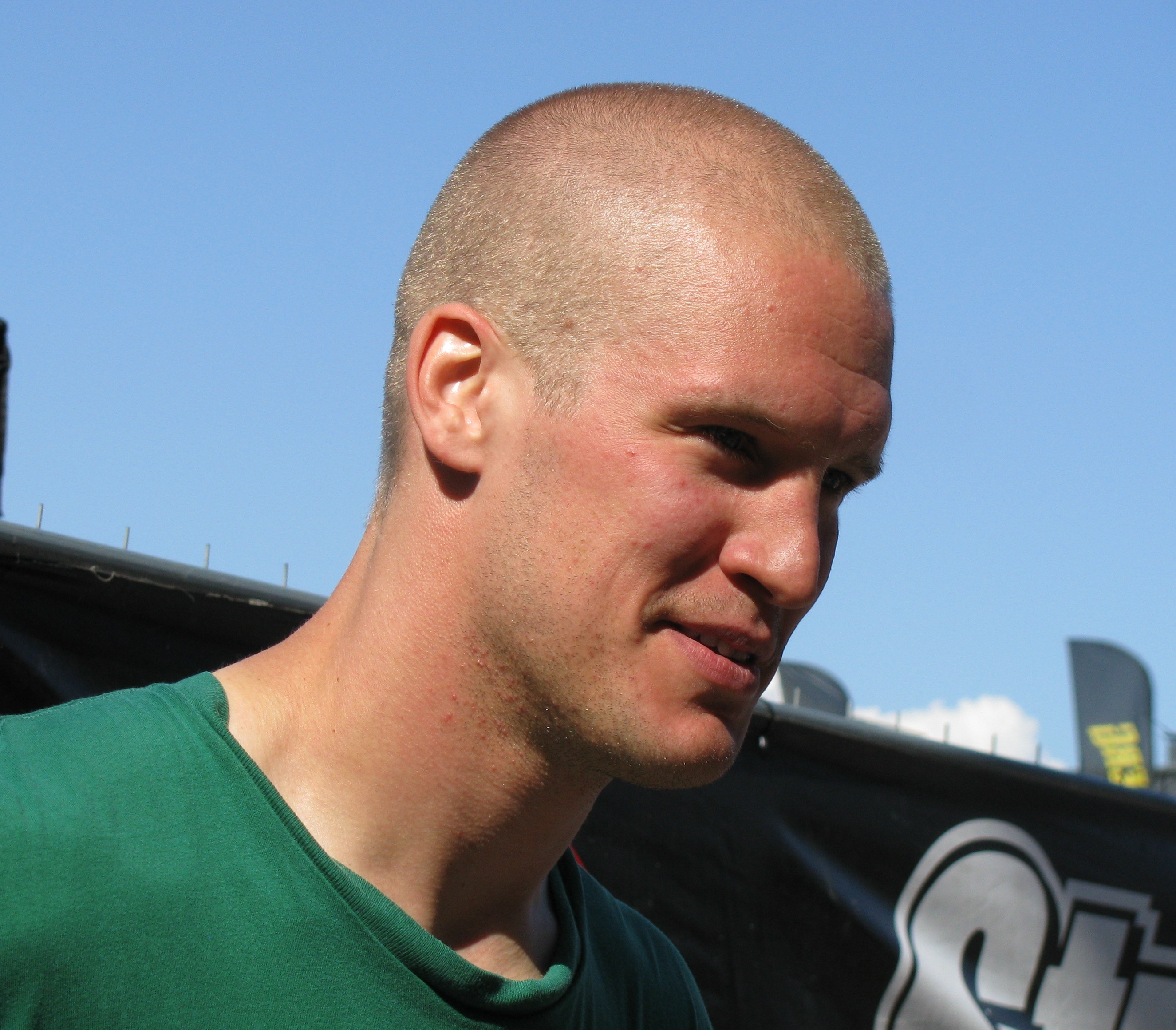
Ossi Väänänen

Von 2000 bis 2004 spielte er für die Phoenix Coyotes in der National Hockey League. Im März 2004 schickten die Coyotes ihn zusammen mit Chris Gratton und einem Zweitrunden-Draftpick zu den Colorado Avalanche im Tausch gegen Derek Morris und Keith Ballard. Ein halbes Jahr später, während der Saison 2004/05, kehrte er wegen des Lockout in der NHL zu Jokerit zurück. Im Juni 2006 wurde sein auslaufender Vertrag um ein Jahr verlängert. Ein Jahr später entschied er sich trotz mehrerer Angebote aus der NHL für eine Rückkehr nach Europa und unterzeichnete einen Vertrag bei Djurgårdens IF in der schwedischen Elitserien. 2008 kehrte er in die NHL zurück und unterschrieb einen Vertrag für ein Jahr bei den Philadelphia Flyers. Im Februar 2009 wechselte er zu den Vancouver Canucks.
Im Sommer 2009 erhielt Väänänen keinen neuen Vertrag in der NHL, so dass er sich zu einer Rückkehr nach Europa entschloss. Er unterzeichnete einen Vertrag beim HK Dinamo Minsk aus der Kontinentalen Hockey-Liga, für den er in 52 Spielen sechs Assists erzielte. Nach dieser erfolglosen Spielzeit in der KHL verließ er Minsk und unterzeichnete einen Vertrag bei seinem Stammverein Jokerit. Im November des gleichen Jahres verlängerte er diesen um zwei weitere Jahre. Zudem übernahm er das Kapitänsamt bei Jokerit.
Nach der Saison 2015/16, in der er verletzungsbedingt nur sechs Pflichtspiele absolviert hatte, beendete Väänänen seine aktive Karriere.

### International
Ossi Väänänen absolvierte bereits eine Vielzahl von Länderspielen für die finnische Eishockeynationalmannschaft, u. a. spielte er bei den Olympischen Winterspielen 2002, den Weltmeisterschaften 2003 und 2005. Außerdem wurde er beim World Cup of Hockey 2004 eingesetzt. Bei den Olympischen Spielen 2014 gewann er mit der finnischen Nationalmannschaft die Bronzemedaille.

## Erfolge und Auszeichnungen
- 2003 Teilnahme am NHL YoungStars Game
- 2004 2. Platz beim World Cup of Hockey
- 2011 Goldmedaille bei der Weltmeisterschaft
- 2014 Bronzemedaille bei den Olympischen Winterspielen

## Karrierestatistik
(Legende zur Spielerstatistik: Sp oder GP = absolvierte Spiele; T oder G = erzielte Tore; V oder A = erzielte Assists; Pkt oder Pts = erzielte Scorerpunkte; SM oder PIM = erhaltene Strafminuten; +/− = Plus/Minus-Bilanz; PP = erzielte Überzahltore; SH = erzielte Unterzahltore; GW = erzielte Siegtore; 1 Play-downs/Relegation; Kursiv: Statistik nicht vollständig)

## Familie
Sein Bruder Jarkko Väänänen war ebenfalls professioneller Eishockeyspieler.